# Square Moncey
Le square Moncey est une voie du 9e arrondissement de Paris, en France.

## Situation et accès
L'accès au square se fait à partir de la rue Moncey. Orienté nord-sud, il est en forme de croix.
Le square Moncey est desservi par la ligne 13 à la station Liège.

## Origine du nom

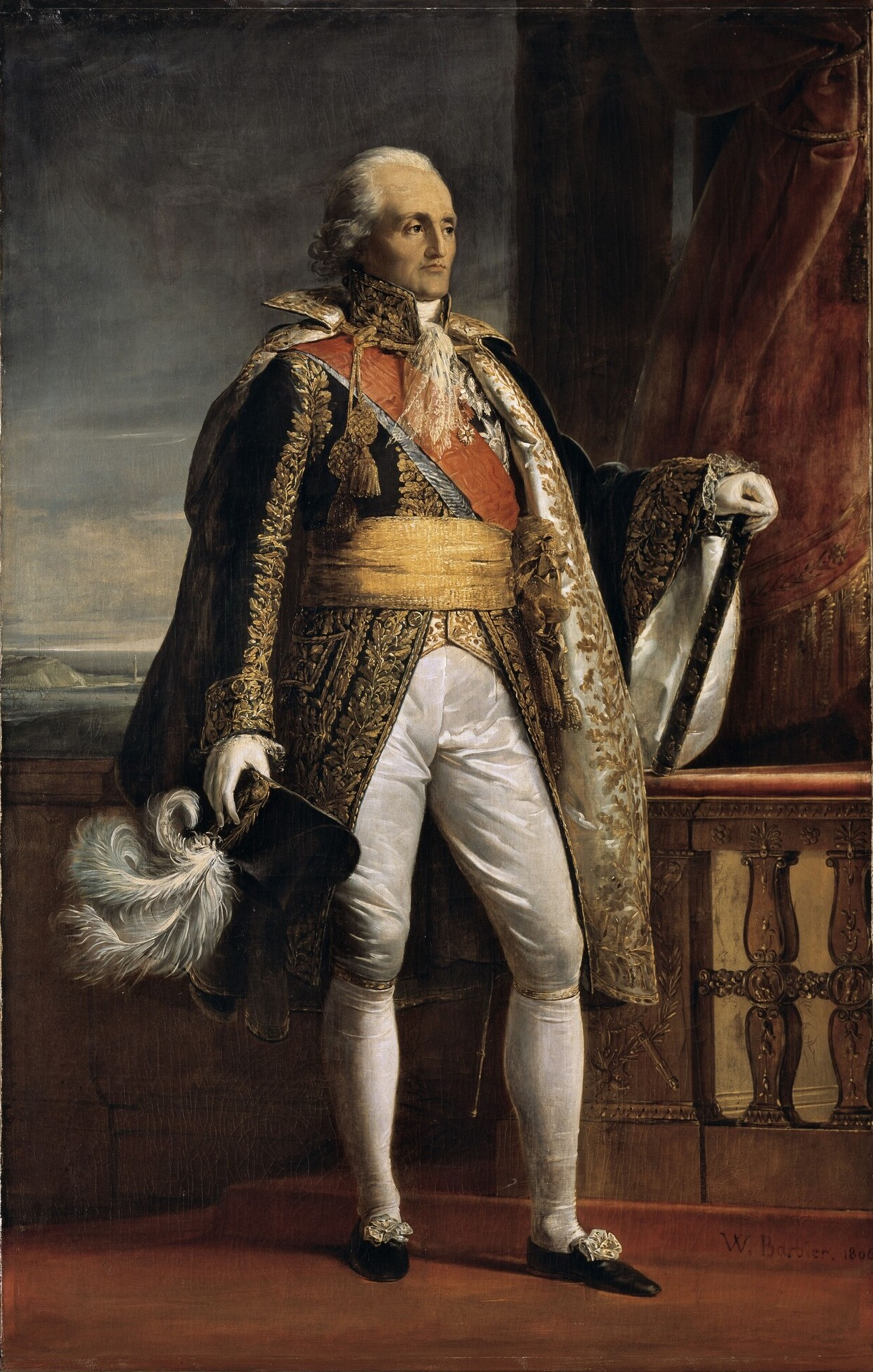
Le maréchal Moncey.

Il porte le nom du maréchal Bon-Adrien Jeannot de Moncey (1754-1842), en raison de sa proximité avec la rue éponyme.

## Historique
Ce square est sur l'emplacement d'une ancienne prison pour dettes dont l'entrée s'effectuait rue de Clichy. Victor Hugo y fut enfermé et la légende raconte même que Louis XVI s'y serait réfugié en fuyant Paris, pour changer de calèche. La prison devint un orphelinat au milieu du XIXe siècle, devenu depuis le collège-lycée Saint-Louis, fermé depuis juin 2012. Le square Moncey fut créé en 1842 et, en 1904, furent construits les immeubles sous forme d'un lotissement pour familles bourgeoises. Émile Zola y aurait vécu quelques mois.
Le square Moncey est un lieu privilégié pour les tournages de télévision et de cinéma. En 1998 s'y tourne Le Créateur, avec Albert Dupontel. Puis en 2009, From Paris With Love avec John Travolta.

## Bâtiments remarquables et lieux de mémoire
Au fond du square, on peut apercevoir de grands arbres centenaires, des restes de l'ancien Tivoli et autres parcs et jardins qui occupaient autrefois le quartier. Un bout de ces jardins est partagé entre les locaux de la Société des auteurs et compositeurs dramatiques (SACD) et le Cercle des Aveugles de Guerre, devenu depuis 2011 un centre spécialisé dans la maladie d'Alzheimer.